# Saint-Joseph (Martinica)

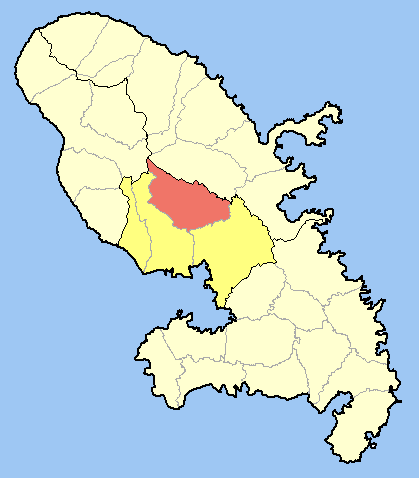
Ubicació de Saint-Joseph dins de Martinica

Saint-Joseph és un municipi francès, situat a la regió de Martinica. El 2009 tenia 17.369 habitants. La comuna va ser creada oficialment el 24 de març de 1888, responent a les necessitats d'una població existent des de 1862, que fins a aquest llavors va dependre de Le Lamentin.
La localitat es troba en la prefectura de Fort-de-France. Alguns dels seus barris són Durand, Belle Étoile, Bambous du champ, Chapelle, Sérail, Morne des Olives, Gondeau-St Joseph, la Choco, Bois Neuf, Bois du parc, Rosière, Rivière monsieur i Séailles.

## Administració
| Període | Identitat            | Partit                            |
| ------- | -------------------- | --------------------------------- |
| 2008-   | Athanase Jeanne-Rose | Federació Socialista Martiniquesa |

## Agermanaments
- Saint-Laurent-du-Maroni

## Personatges il·lustres
- Emile Maurice alcalde de Saint-Joseph de 1959 a 1993 i President del Consell General de 1970 a 1992.
- Guy Cabort-Masson Escriptor nacionalista i anticolonialista